# Minervarya nepalensis
Minervarya nepalensis är en groddjursart som först beskrevs av Dubois 1975.  Minervarya nepalensis ingår i släktet Minervarya och familjen Dicroglossidae. Inga underarter finns listade i Catalogue of Life.
Detta groddjur har flera från varandra skilda populationer i Nepal, östra Indien, Bhutan och Bangladesh. Arten lever i regioner som ligger 250 till 1750 meter över havet. Habitatet varierar mellan skogar, gräsmarker, jordbruksmark och samhällens kanter. Exemplaren vistas intill dammar, pölar och i områden som liknar marskland. Informationer gällande groddjurets fortplantning saknas.
Beståndet hotas av vattenföroreningar främst genom bekämpningsmedel. Flera exemplar fångas och används i den traditionella medicinen. Hela populationen är fortfarande stor. IUCN kategoriserar arten globalt som livskraftig.